# Jean-Marc Deshouillers

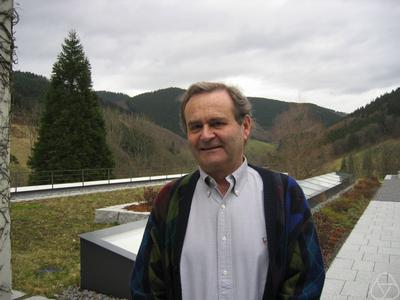
Jean-Marc Deshouillers (2008)

Jean-Marc Deshouillers (* 12. September 1946 in Paris) ist ein französischer Mathematiker, der sich mit analytischer Zahlentheorie beschäftigt.
Deshouillers wurde 1972 an der Universität Paris VI (Pierre et Marie Curie) bei Charles Pisot (und Heini Halberstam) promoviert. Er war Professor an der Universität Bordeaux. 1984/85, 1990/91 und wieder 2009 war er am Institute for Advanced Study.
1979 veröffentlichte er mit Gérald Tenenbaum und François Dress den Satz von Deshouillers-Dress-Tenenbaum.
1985 zeigte er mit Ramachandran Balasubramanian und Francois Dress, dass im Fall vierter Potenzen von Warings Problem die Mindestanzahl der Potenzen zur Darstellung einer natürlichen Zahl 19 ist. Mit Henryk Iwaniec erweiterte er 1982 die Spurformel von Kuznetsov (die Kloostermannsummen mit Fourierkoeffizienten von Modulformen verbindet) und kombinierte sie mit dem Großen Sieb.
1997 löste er mit G. Effinger, Herman te Riele und D. Zinoviev die ternäre Goldbachvermutung (jede ungerade Zahl größer als 5 ist als Summe dreier Primzahlen darstellbar) unter Voraussetzung der verallgemeinerten Riemannvermutung.
Zu seinen Doktoranden gehören Étienne Fouvry, Alain Plagne und Gérald Tenenbaum.

## Schriften
- Problème de Waring pour les bicarrés. Seminaire de Theorie des Nombres de Bordeaux, 1984/85, Online